# FFH-Gebiet Dünen- und Heidelandschaften Nord-Sylt
Das FFH-Gebiet Dünen- und Heidelandschaften Nord-Sylt ist ein NATURA 2000-Schutzgebiet in Schleswig-Holstein im Kreis Nordfriesland in den Gemeinden Kampen (Sylt) und List auf Sylt. Es umfasst den gesamten nördlich von Kampen liegenden Teil der Insel Sylt mit Ausnahme der Wohngebiete. Das FFH-Gebiet liegt im Naturraum Schleswig-Holsteinische Marschen und Nordseeinseln. Es hat eine Fläche von 1916 ha. Die größte Ausdehnung liegt in Nordostrichtung und beträgt 12,3 km. Die höchste Erhebung mit 35 m über NN liegt 67 m westlich des Friedhofes von List auf Sylt. Das FFH-Gebiet besteht zu über 80 % aus der FFH-Lebensraumklasse Küstendünen und Sandstrände, siehe Diagramm 1.

## FFH-Gebietsgeschichte und Naturschutzumgebung

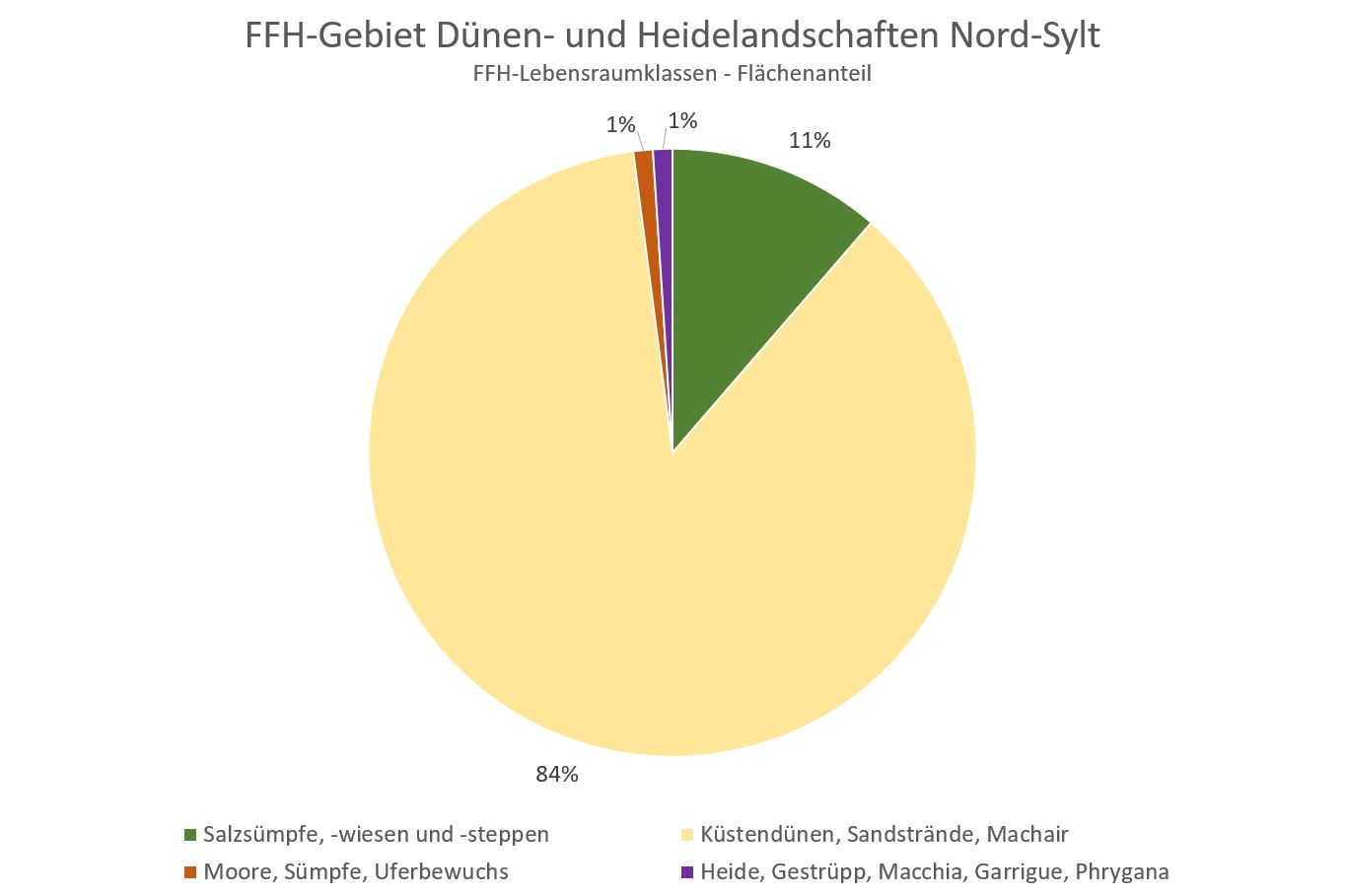
Diagramm 1: FFH-Lebensraumklassen im FFH-Gebiet Dünen- und Heidelandschaften Nord-Sylt

Der NATURA 2000-Standard-Datenbogen (SDB) für dieses FFH-Gebiet wurde im Juni 2004 vom Landesamt für Landwirtschaft, Umwelt und ländliche Räume (LLUR) des Landes Schleswig-Holstein erstellt, im September 2004 als Gebiet von gemeinschaftlicher Bedeutung (GGB) vorgeschlagen, im November 2007 von der EU als GGB bestätigt und im Januar 2010 national nach § 32 Absatz 2 bis 4 BNatSchG in Verbindung mit § 23 LNatSchG als besonderes Erhaltungsgebiet (BEG) bestätigt. Der SDB wurde letztmals im Mai 2019 aktualisiert. Für das FFH-Gebiet wird kein nationaler Managementplan mehr erstellt. Er wird durch den transnationalen Wattenmeerplan 2010 ersetzt. Das Gebiet grenzt im Süden an das FFH-Gebiet Dünen- und Heidelandschaften Nord- und Mittel-Sylt, im Osten und Westen an den seit dem 1. Oktober 1985 bestehenden Nationalpark Schleswig-Holsteinisches Wattenmeer und angrenzende Küstengebiete und im Osten an das am 1. August 1980 errichtete NSG „Wattenmeer nördlich des Hindenburgdammes“. Das FFH-Gebiet beinhaltet die nördlich von Kampen liegenden Flächen des am 23. Mai 1980 errichteten Naturschutzgebietes Nord-Sylt, sowie das NSG Nielönn/Sylt. Das NSG Kampener Vogelkoje auf Sylt grenzt an das FFH-Gebiet, ist aber nicht Teil des FFH-Gebietes Dünen- und Heidelandschaften Nord-Sylt. Die Naturschutzgebiete Nord-Sylt und Nielönn/Sylt werden vom Söl’ring Foriining–Sylter Verein betreut.

## FFH-Erhaltungsgegenstand

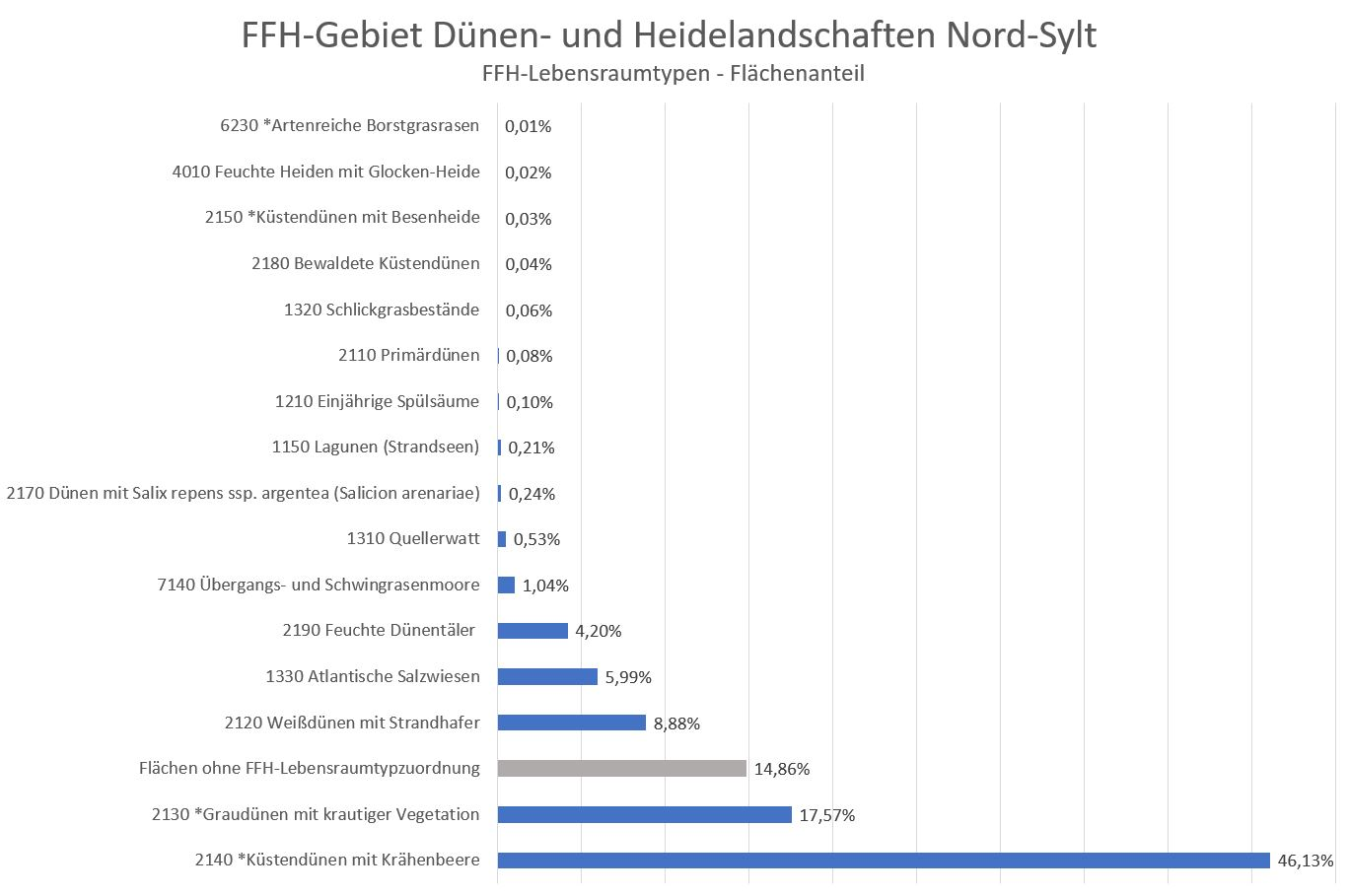
Diagramm 2: FFH-Lebensraumtypen im FFH-Gebiet Dünen- und Heidelandschaften Nord-Sylt

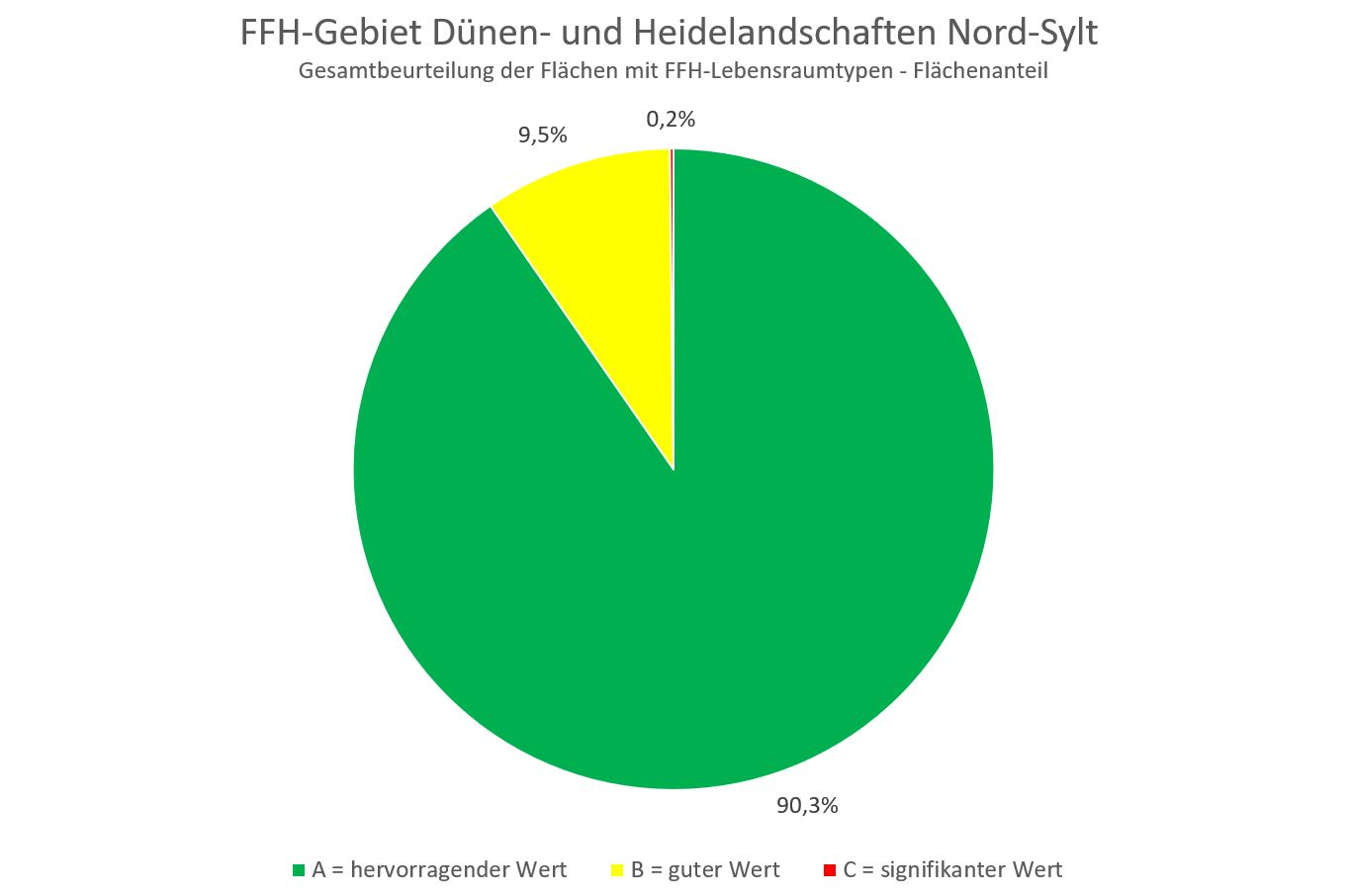
Diagramm 3: Gesamtbeurteilung der FFH-Lebensraumtypen im FFH-Gebiet Dünen- und Heidelandschaften Nord-Sylt

Laut Standard-Datenbogen vom Mai 2019 sind folgende FFH-Lebensraumtypen und Arten für das Gesamtgebiet als FFH-Erhaltungsgegenstände mit den entsprechenden Beurteilungen zum Erhaltungszustand der Umweltbehörde der Europäischen Union gemeldet worden (Gebräuchliche Kurzbezeichnung (BfN)):
FFH-Lebensraumtypen nach Anhang I der EU-Richtlinie:
- 1150* Lagunen (Strandseen) (Gesamtbeurteilung B)[14]
- 1210 Einjährige Spülsäume (Gesamtbeurteilung A)[15]
- 1310 Quellerwatt (Gesamtbeurteilung B)[16]
- 1320 Schlickgrasbestände (Gesamtbeurteilung C)[17]
- 1330 Atlantische Salzwiesen (Gesamtbeurteilung B)[18]
- 2110 Primärdünen (Gesamtbeurteilung B+C)[19]
- 2120 Weißdünen mit Strandhafer (Gesamtbeurteilung A)[20]
- 2130* Graudünen mit krautiger Vegetation (Gesamtbeurteilung A)[21]
- 2140* Küstendünen mit Krähenbeere (Gesamtbeurteilung A)[22]
- 2150* Küstendünen mit Besenheide (Gesamtbeurteilung B)[23]
- 2170 Dünen mit Salix repens ssp. argentea (Salicion arenariae) (Gesamtbeurteilung B)[24]
- 2180 Bewaldete Küstendünen (Gesamtbeurteilung B)[25]
- 2190 Feuchte Dünentäler (Gesamtbeurteilung A)[26]
- 4010 Feuchte Heiden mit Glocken-Heide (Gesamtbeurteilung C)[27]
- 6230* Artenreiche Borstgrasrasen (Gesamtbeurteilung C)[28]
- 7140 Übergangs- und Schwingrasenmoore (Gesamtbeurteilung B)[29]

Fast die Hälfte der FFH-Gebietsfläche ist mit dem FFH-Lebensraumtyp 2140 *Küstendünen mit Krähenbeere bedeckt, siehe Diagramm 2. 90 % der FFH-Lebensraumtypfläche erhält eine hervorragende Gesamtbewertung, siehe Diagramm 3. Solch eine hohe Bewertung ist in den FFH-Gebieten des Landes Schleswig-Holstein äußerst selten. Das deutet darauf hin, dass die verantwortlichen Naturschutzbehörden und Vereine der bereits im FFH-Gebiet schon seit längerem bestehenden Naturschutzgebiete gute Arbeit geleistet haben.

## FFH-Erhaltungsziele

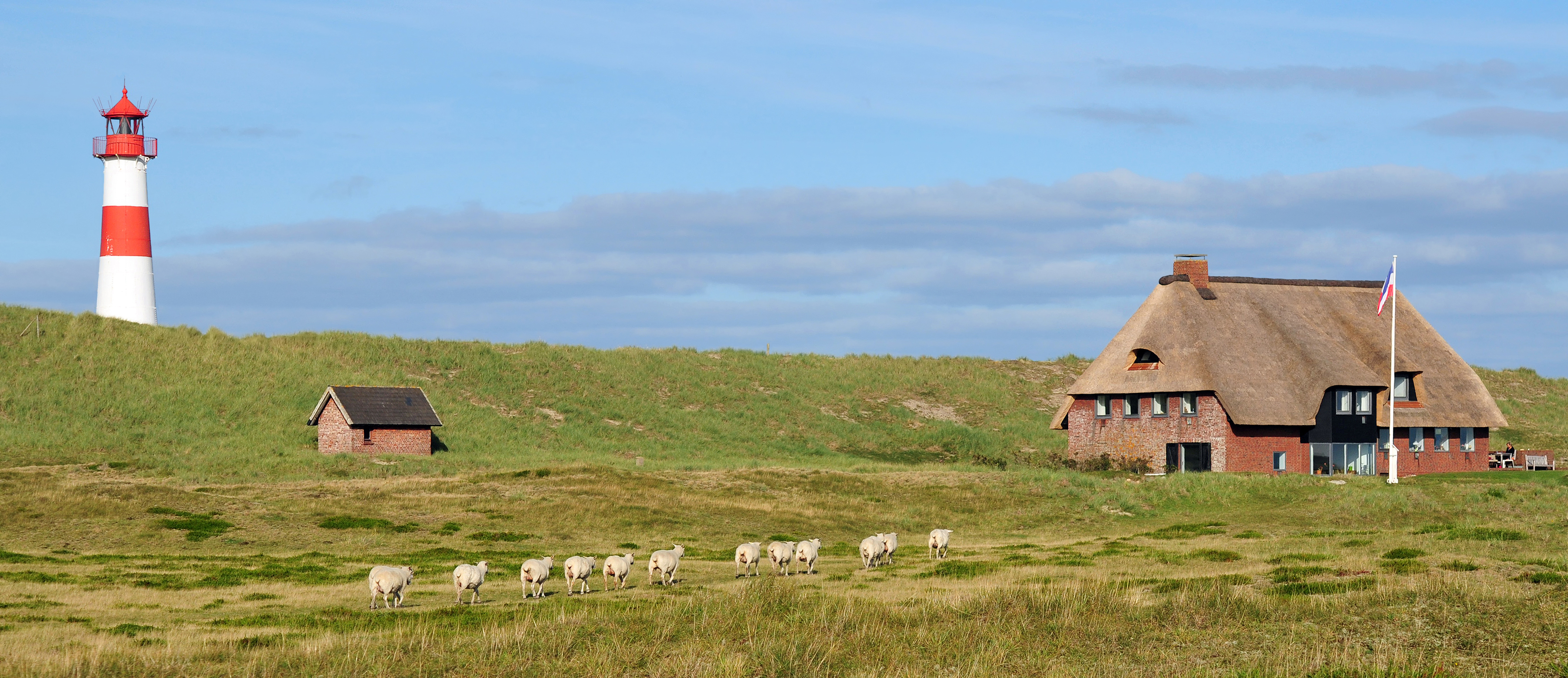
Leuchtturm List

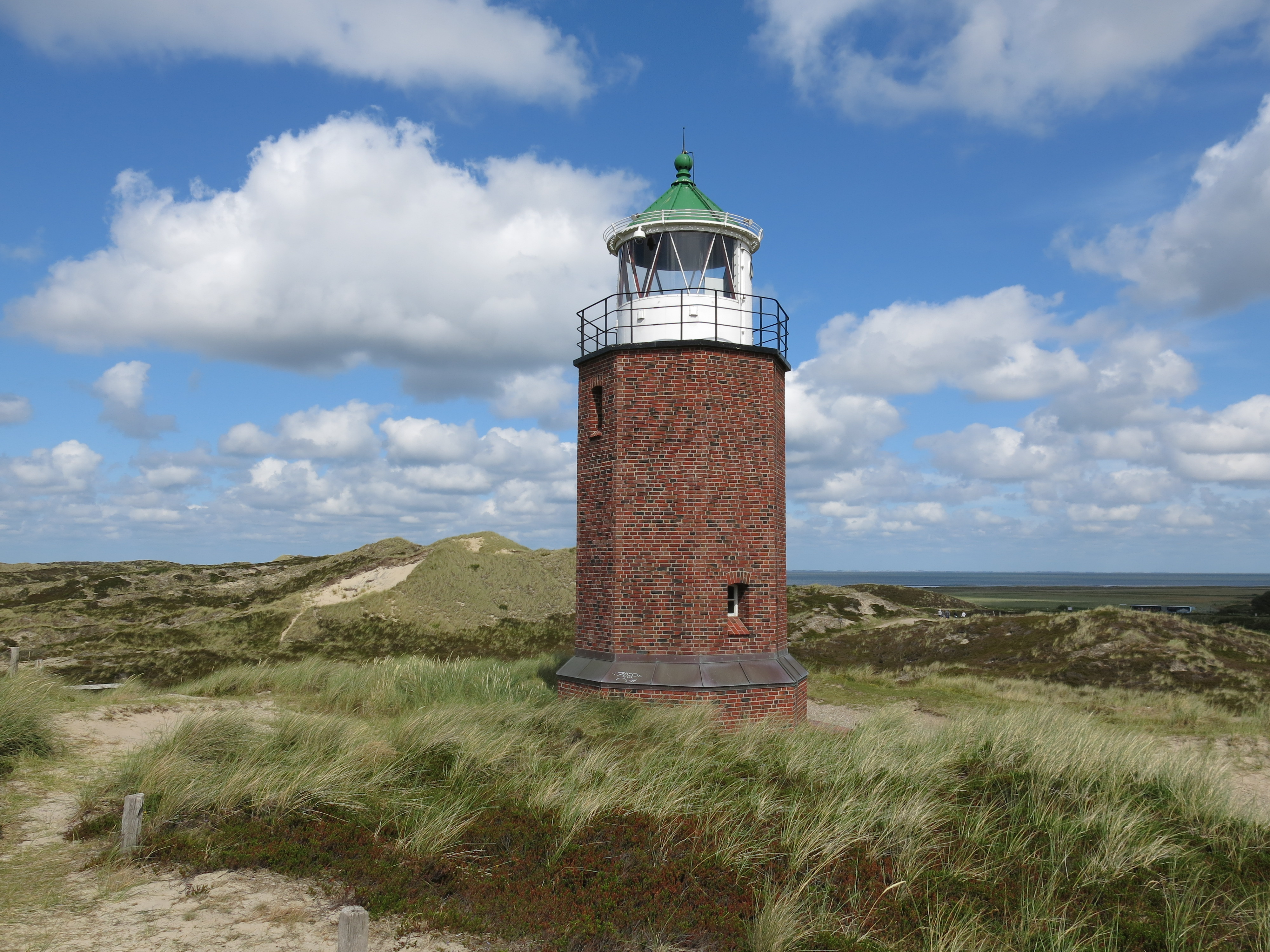
Quermarkenfeuer Rotes Kliff

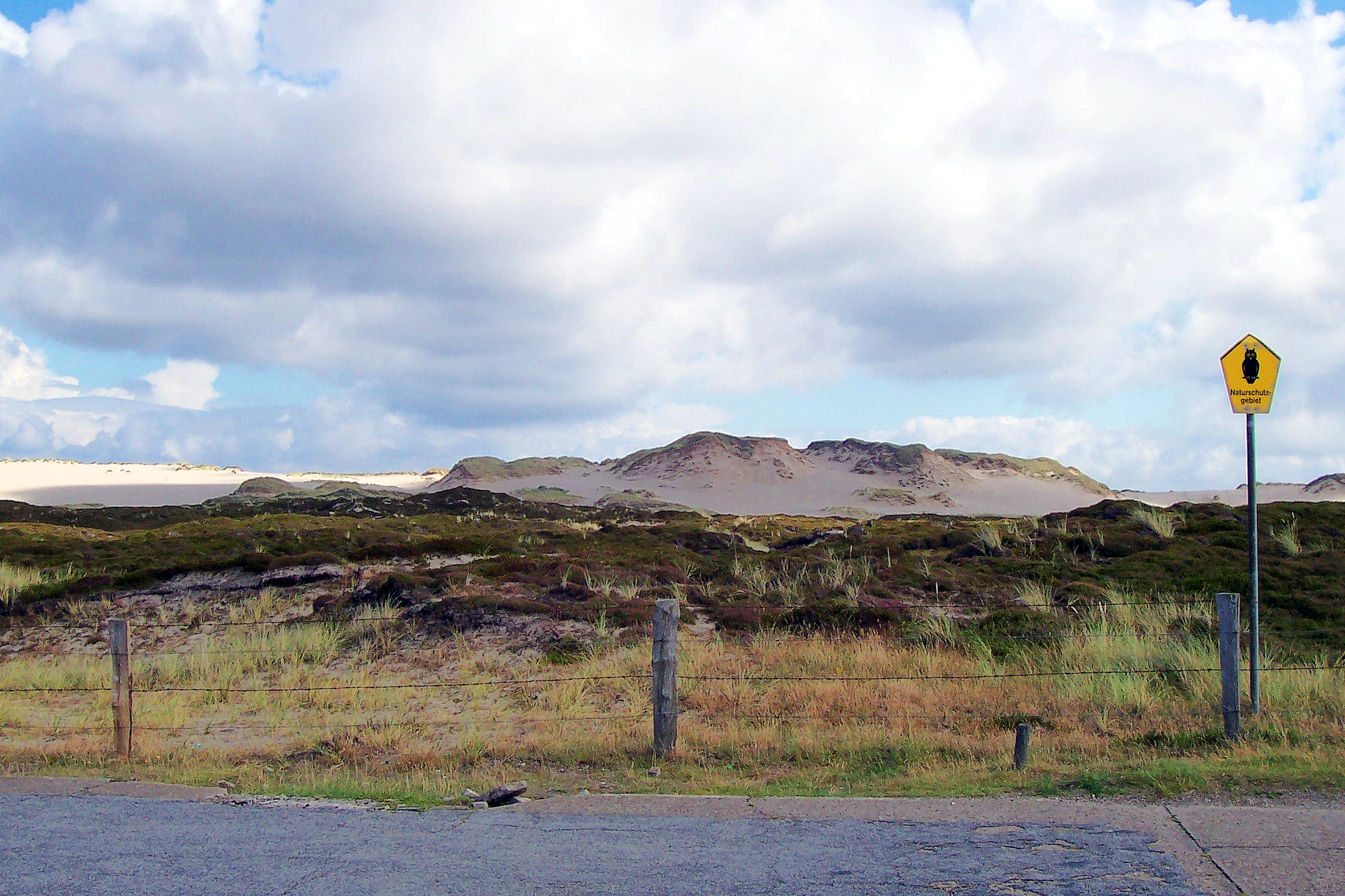
Wanderdüne bei List auf Sylt

Aus den oben aufgeführten FFH-Erhaltungsgegenständen werden als FFH-Erhaltungsziele von besonderer Bedeutung die Erhaltung folgender Lebensraumtypen und Arten im FFH-Gebiet vom Ministerium für Energiewende, Landwirtschaft, Umwelt und ländliche Räume des Landes Schleswig-Holstein erklärt:
- 1150 Lagunen (Strandseen)
- 1210 Einjährige Spülsäume
- 1310 Quellerwatt
- 1330 Atlantische Salzwiesen
- 2110 Primärdünen
- 2120 Weißdünen mit Strandhafer
- 2130 *Graudünen mit krautiger
- 2140 *Küstendünen mit Krähenbeere
- 2150 *Küstendünen mit Besenheide
- 2170 Dünen mit Salix repens ssp. argentea (Salicion arenariae)
- 2180 Bewaldete Küstendünen
- 2190 Feuchte Dünentäler
- 6230 *Artenreiche Borstgrasrasen
- 7140 Übergangs- und Schwingrasenmoore

Aus den oben aufgeführten FFH-Erhaltungsgegenständen werden als FFH-Erhaltungsziele von Bedeutung die Erhaltung folgender Lebensraumtypen und Arten im FFH-Gebiet vom Ministerium für Energiewende, Landwirtschaft, Umwelt und ländliche Räume des Landes Schleswig-Holstein erklärt:
- 1320 Schlickgrasbestände
- 4010 Feuchte Heiden mit Glocken-Heide

## FFH-Analyse und Bewertung
Für das FFH-Gebiet wird kein nationaler Managementplan mehr erstellt.

## FFH-Maßnahmenkatalog
Für das FFH-Gebiet wird kein nationaler Managementplan mehr erstellt.

## FFH-Erfolgskontrolle und Monitoring der Maßnahmen
Für das FFH-Gebiet wird kein nationaler Managementplan mehr erstellt.